# Domenico Maria Leone Cirillo
Domenico Maria Leone Cirillo, o Cyrillo (11 de abril de 1739, Grumo Nevano, Reino de Nápoles - 29 de octubre de 1799, Nápoles), fue un naturalista y un médico italiano.

## Biografía
Cirillo frecuentó en París al abate Jean-Antoine Nollet (1700-1770), Georges Louis Leclerc, conde de Buffon (1707-1788), Jean le Rond d'Alembert (1717-1783) et Denis Diderot (1713-1784). También viaja a Londres donde seguirá los cursos del anatomista William Hunter (1718-1783). Gracias a la intermediación de su pariente Niccolo Cirillo (1671-1734), será agregado de la Royal Society.
Enseña Botánica y Medicina en la Universidad de Nápoles y participa de la "Academia de Ciencias y Bellas Artes de Nápoles (1799). Si bien al principio repudia el establecimiento de la República Partenopea, participará del gobierno republicano puesto en acción por los franceses; llegando inclusive a Presidente de la Comisión Legislativa. Al defeccionar de la República los franceses en junio de 1799, el Cardenal Ruffo y el ejército de Fernando I de las Dos Sicilias retornan a Nápoles, mientras los republicanos titubean, mal armados e inadecuadamente aprovisionados, se refugian en los fuertes. Luego de una corto sitio se rinden en honorables términos, garantizándoles la libertad y la vida, por las firmas de Ruffo, de Foote, y de Micheroux. Pero arriba Lord Nelson cambiando la integridad del armisticio, negándose a ratificar la capitulación. Seguro bajo la enseña británica, Fernando I y su mujer, María Carolina de Austria, se muestran ansiosos de venganza, y Cirillo se ve involucrado junto a otros republicanos en la venganza de la real familia. Él le pide a Lady Hamilton (esposa del embajador británico en Nápoles) que interceda por sí, pero Nelson escribe en referencia a su petición: "Domenico Cirillo, quien había sido el médico real, podría ser salvado, pero él eligió desempeñar un papel de delator y mentiroso, afirmando que nunca dijo nada en contra del gobierno, y que solo tenía cuidado por el pobre en hospitales" (Nelson & los jacobinos napolitanos, Navy Records Society, 1903). Así fue condenado y colgado el 29 de octubre de 1799. Cirillo, cuyo favorito estudio fue la Botánica, y reconocido como entomólogo por Carlos Linneo, dejó muchos libros, en latín y en italiano, todos tratando asuntos médicos y científicos. Virile morali dell'Asino es un panfleto placentero,de matiz filosófico remarcable en su doble encanto de sensualidad y estilo. Introdujo muchas innovaciones médicas a Nápoles, particularmente la inoculación para viruela.

## Algunas publicaciones
- De botánica

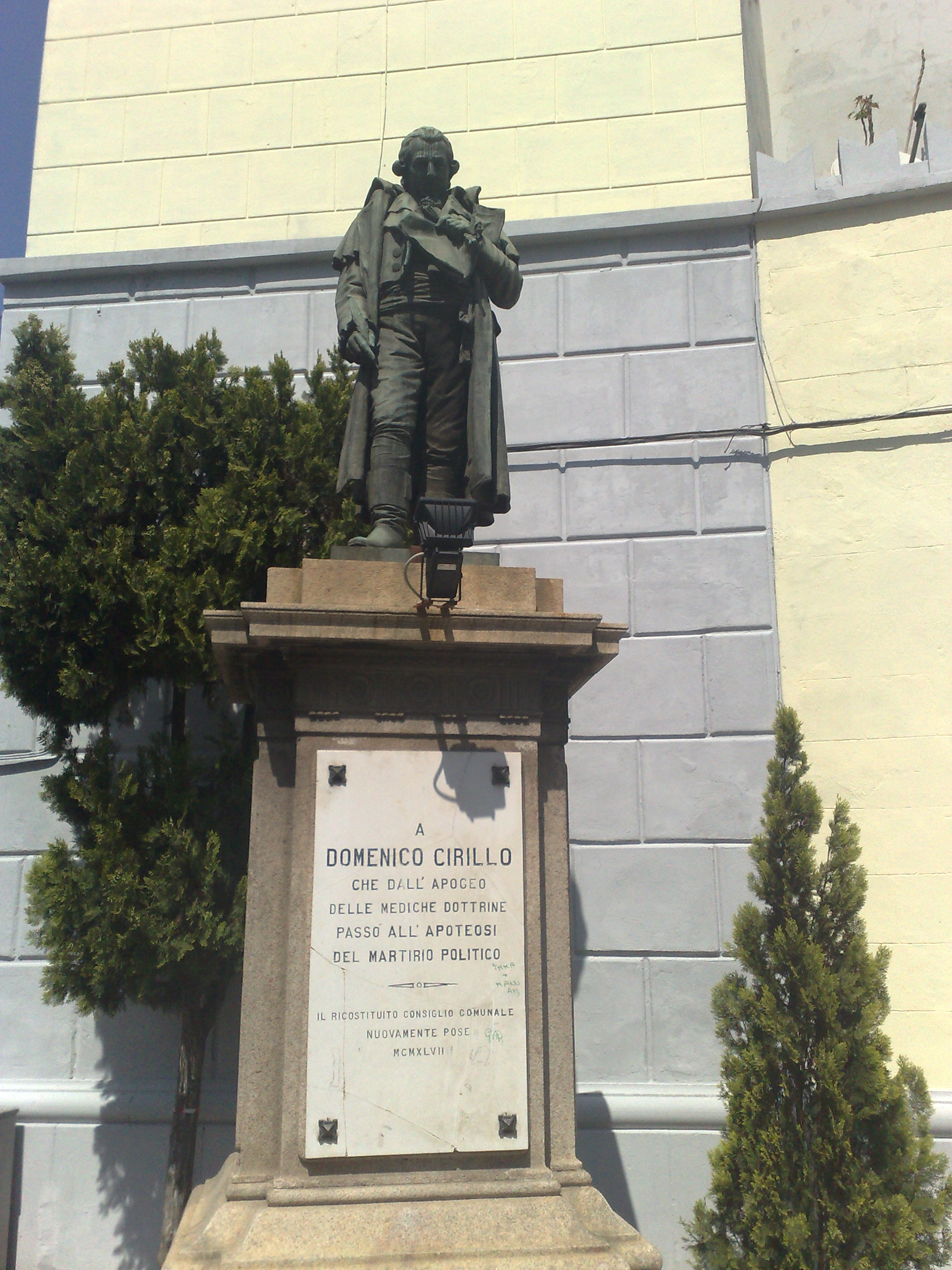
Monumento a Cirillo en su ciudad natal Grumo Nevano.

  - Ad botanicas institutiones introduction, Nápoles, 1771
  - De essentialibus nonnullarum plantarum characteribus, 1784
  - Plantarum rariorum regni Neapolitani fasciculus, 1788-1793
- Insectos
  - Entomologiae neapolitanae specimen primum, sobre los insectos de la región napolitana (publicado en Nápoles de 1787 a 1792); y numerosos Arts. sobre la Higiene.